# Acțiuni de război
 Acțiuni de război  (în engleză The Bond) este un film american de propagandă din 1918 produs, scris și regizat de Charlie Chaplin pentru First National Pictures. În alte roluri interpretează actorii Edna Purviance, Albert Austin și Sydney Chaplin.
Filmul are și o versiune britanică în care  Unchiul Sam este înlocuit de John Bull.

## Distribuție
- Albert Austin - Friend
- Henry Bergman -  John Bull (versiunea britanică)
- Charles Chaplin - Charlie
- Sydney Chaplin - The Kaiser
- Joan Marsh - Cupid
- Edna Purviance - Charlie's Wife/Liberty
- Tom Wilson - Industry